# Bröderna Lindqvist
Bröderna Lindqvist (även "Lindqvistarna") är en svensk musikgrupp från Östersund. De är mest kända för sin medverkan i TV-programmet Nygammalt i Sveriges Television som sändes åren 1971-1989, där de var husband. Bröderna Lindqvists musik är och var mestadels gammeldans vilken ofta framfördes som ackompanjemang till folkdans.

## Historia
Orkestern bildades 1955, på initiativ av Olle Sparrman. Man bestod i början av bröderna Åke Lindqvist (1923-2005) på dragspel och fiol och Folke Lindqvist (född 1932) på dragspel samt Anders Cederwall, senare under en period Sven Lindgren, på kontrabas och Olle Sparrman (1928-1977), senare under en period Gottfrid Björk, på gitarr. År 1957 kom dessutom fadern, fiolspelmannen "Gubben" Nicanor Lindqvist (1899-1966) med i orkestern, som därefter turnerade under namnet "Bröderna Lindqvist med gubben". Gruppens sammansättning stabiliserade efter år 1963 när den yngste brodern, kontrabasisten Örjan Lindqvist (1943-2010) kommit med. Orkestern hade då fem medlemmar: bröderna Folke, Åke och Örjan, fadern Nicanor och Olle Sparrman.
Genombrottet kom emellertid först efter faderns död när orkestern vann en nationell gammeldanstävling i riksradion 1968. Vid detta tillfälle framfördes bland annat snoan "Wiggen" av Rubert Wigg (1908–1977, svensk orkesterledare), den melodi som så småningom skulle bli bandets signaturmelodi. Det var denna utmärkelse som ledde vidare till TV-programmet Nygammalt, vilket i sin tur gav orkestern en publik på fyra till fem miljoner TV-tittare. Sparrman ersattes år 1977 av Tommy Ödmark och strax därefter Bengt Sandström (1948-2017). År 1981 slutade den äldste brodern Åke Lindqvist och ersattes av Janne Löfgren (1940-).
Efter mitten av 1990-talet turnerade bröderna Folke och Örjan något mer sporadiskt - och ibland tillsammans med andra musiker - under namnet Bröderna Lindqvist, och turnerandet fortsätter även efter Örjans död 2010. Orkestern och dess medlemmar har tilldelats en mängd stipendier och utmärkelser. 

## Skivinspelningar
Bröderna Lindqvist har spelat in ett drygt 20-tal grammofonskivor under eget namn och medverkat som bland annat ackompanjatörer på en mängd andra. Flera av skivorna blev kommersiella succéer: sex av dem blev belönade med guldskiva och en med diamantskiva. Gruppen har dessutom en omfattande skivförsäljning i Norge, bland annat två guldskivor. Efter mer än två decenniers uppehåll från fullängdsinspelningarna återkom gruppen med en ny CD år 2010.

## Medlemmar genom åren

### Dragspel
- Folke Lindqvist
- Anders Nilsson[2]

### Fiol
- Åke Lindqvist (även dragspel)
- Nicanor Lindqvist
- Janne Löfgren (även trombone)

### Kontrabas
- Anders Cederwall
- Sven Lindgren
- Örjan Lindqvist (även durspel)

### Gitarr och trummor
- Olle Sparrman
- Gottfrid Björk
- Tommy Ödmark
- Bengt Sandström
- Rolf Engberg [2]

## Diskografi

### EP
- Storsjötrall 1968

### Album
(Ett urval)
- Jamtamot 1969
- Mae råkes 1970
- Låtar det svänger om / Wiggen 1970
- Solglitter 1971
- (Med Thore Skogman) Dans på Skogmans loge 1971
- Spelar Jularbo 1972
- (Med Bosse Larsson) Hej tomtegubbar 1972
- Harmonica Jingle 1973
- Möter Ann-Marie och Gert Olsson 1974
- Tjo va' det var livat 1974
- Rätta draget 1975
- Härligt med semester 1976
- Friska drag 1977
- Klöversnoa 1977
- Jämtland är bra 1978
- Walter Eriksson och Bröderna Lindqvist spelar Andrew Walter 1979
- Nygammalt 1979
- Jämtschå 1980
- Nygammalt 2 1980
- Nygammalt 3 1981
- Här igen 1981
- Bröderna Lindqvist jubilerar 1984
- Dubbeljubileum (samling) 1989
- På väg till Jamtli 2010[2]

### Singlar
(Ett urval)
- (Med Gun Hamreus) Jag spelar bara dragspel 1971
- Virus och Bakterier / Sanningen om Flickan i Havanna 1973
- (Med Thore Skogman) Grummes Såphambo 1974
- (Med Thore Skogman) Upplandsschottis 1975
- (Med Thore Skogman och Bosse Larsson) AIK-valsen 1977
- (Med Kjell Wigren) Jämtland är bra, Jämtland är bäst 1978
- (Med Lars "Vegas" Gustavsson från Lars Vegas trio) Bantarschottis 2001 [20]
- (Med Thore Skogman och Hoven Droven) Jämtgubben 2006 [21]